# NGC 5574
NGC 5574 é uma galáxia elíptica (E/SB0) localizada na direcção da constelação de Virgo. Possui uma declinação de +03° 14' 17" e uma ascensão recta de 14 horas, 20 minutos e 55,9 segundos.
A galáxia NGC 5574 foi descoberta em 30 de Abril de 1786 por William Herschel.